# 新化里西堡
新化里西堡，是台灣南部自清治時期至日治初期的一個行政區劃，其範圍即今台南市的新市區西部。
新化里西堡北邊為善化里西堡，東邊為新化北里、外新化南里，東南邊為新化西里，南邊為內武定里、外武定里，西邊為安定里東堡。

## 管轄街庄
新化里西堡共轄5個庄：
- 今新市區境內：三舍庄、道爺庄、看西庄、橋頭庄、大洲庄